# Johannstadt
Die Johannstadt ist eine der Vorstädte von Dresden. Sie liegt östlich der Altstadt und an der Elbe und gehört zum Stadtbezirk Altstadt, wobei sie Teil der Gemarkung Altstadt II ist. Sie gliedert sich in die beiden statistischen Stadtteile Johannstadt-Nord und -Süd, die entlang des Straßenzugs Gerokstraße/Blasewitzer Straße aneinander grenzen.
Benannt ist der Stadtteil nach König Johann (1801–1873) von Sachsen. Historisch begann sich die Johannstadt vor allem ab 1877 zu entwickeln, als sie durch die Albertbrücke mit der Neustadt verbunden wurde.
Mit dem aus der 1954 gegründeten Medizinischen Akademie Dresden entstandenen Universitätsklinikum Carl Gustav Carus befindet sich das größte Dresdner Krankenhaus in der Johannstadt. Außerdem befindet sich das Krankenhaus St. Joseph-Stift im Süden des Stadtteils.
Im Stadtteilgebiet herrschen Plattenbauten aus der DDR-Zeit vor, die zum großen Teil nach der Wende renoviert wurden. In der östlichen Johannstadt stehen hingegen viele Gründerzeitgebäude. Im Osten liegen Blasewitz und südöstlich Striesen, südlich Seevorstadt-Ost/Großer Garten und westlich die Pirnaische Vorstadt. Im Norden befindet sich die Elbe.

## Nachbarstadtteile
| Innere Neustadt     | Radeberger Vorstadt                         |           |
| Pirnaische Vorstadt | Kompassrose, die auf Nachbargemeinden zeigt | Blasewitz |
|                     | Seevorstadt-Ost / Großer Garten             | Striesen  |

## Geschichte

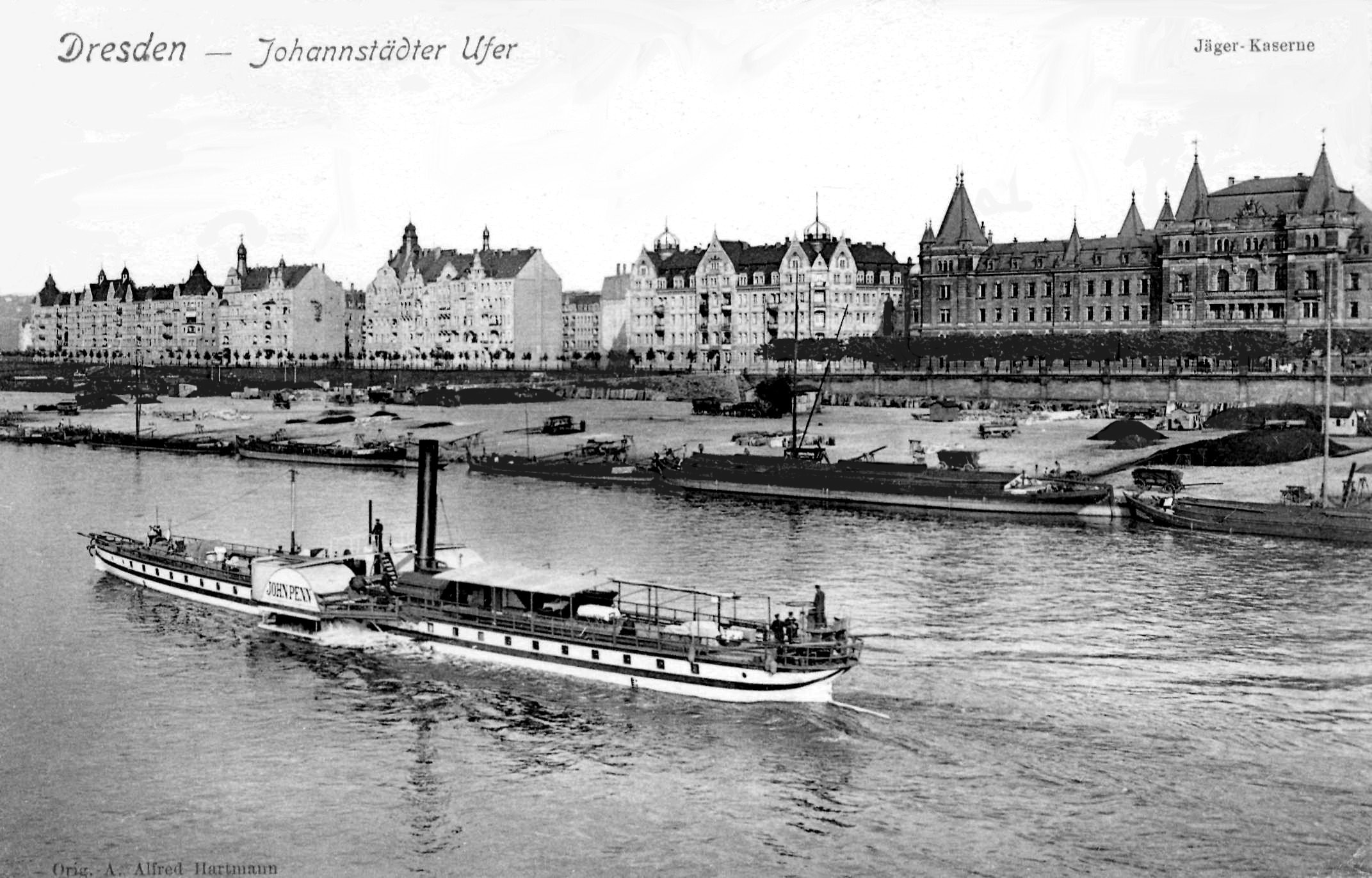
Raddampfer John Penn am Johannstädter Ufer mit der Jäger-Kaserne, Postkarte 1910. Keines dieser Gebäude steht noch.

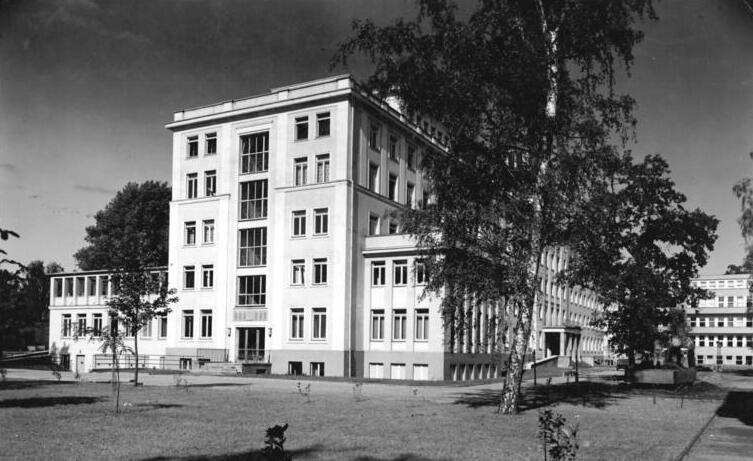
Universitätsklinikum, Chirurgische Klinik

### Allgemeines
Im Gebiet der heutigen Johannstadt lag etwa an der Kreuzung von Striesener Straße und Hans-Grundig-Straße das Dorf Ranvoltitz (deutsch/slawisch: Leute des Ramfolg). Die wahrscheinlich von einem deutschen Kolonisten mit Namen Ramfolg gegründete Siedlung wurde 1310 in einer Urkunde Markgraf Friedrichs von Dresden erstmals erwähnt. In der befestigten Stadt verlief die nach dem Dorf benannte Rampische Gasse nach Osten, seit 1530 bestand an ihrem Ausgang das Rampische Tor als eines der Stadttore der Dresdner Befestigungsanlagen.
Die Bewohner waren Elbfischer oder Ackerbauern. Ein Teil lebte vom Abbau des Lehms, der im Gebiet eines ehemaligen Elbarms zwischen Dürerstraße und Holbeinstraße zu finden ist. An der Stelle des Sachsenplatzes befand sich eine Ziegelei. Am Tatzberg wurde 1735 ein Galgen eingeweiht.
Auf Initiative von König Friedrich August I. wurde 1823 ein 4,3 Meter breiter Rundweg zwischen den Zollstationen des Dresdner Akziserings (Mautring) angelegt. Dabei handelt es sich um den Vorläufer des 26er Rings, der über die Güntzstraße und den Sachsenplatz am Westrand der Johannstadt verläuft.
Nach dem Bau wurde das Gebiet zwischen Ring und Stadtzentrum als Pirnaische Vorstadt, das Gebiet außerhalb des Rings als Äußere Pirnaische Vorstadt bezeichnet, aus der sich später die Johannstadt entwickelte. Während die Pirnaische Vorstadt ab 1813 stark bebaut wurde, galt für die weiter östlich gelegenen Flächen eine Baubeschränkung, um eine ausufernde Bebauung insbesondere in der Umgebung des Großen Gartens zu verhindern. Erst 1874 wurde das Bauverbot aufgehoben.

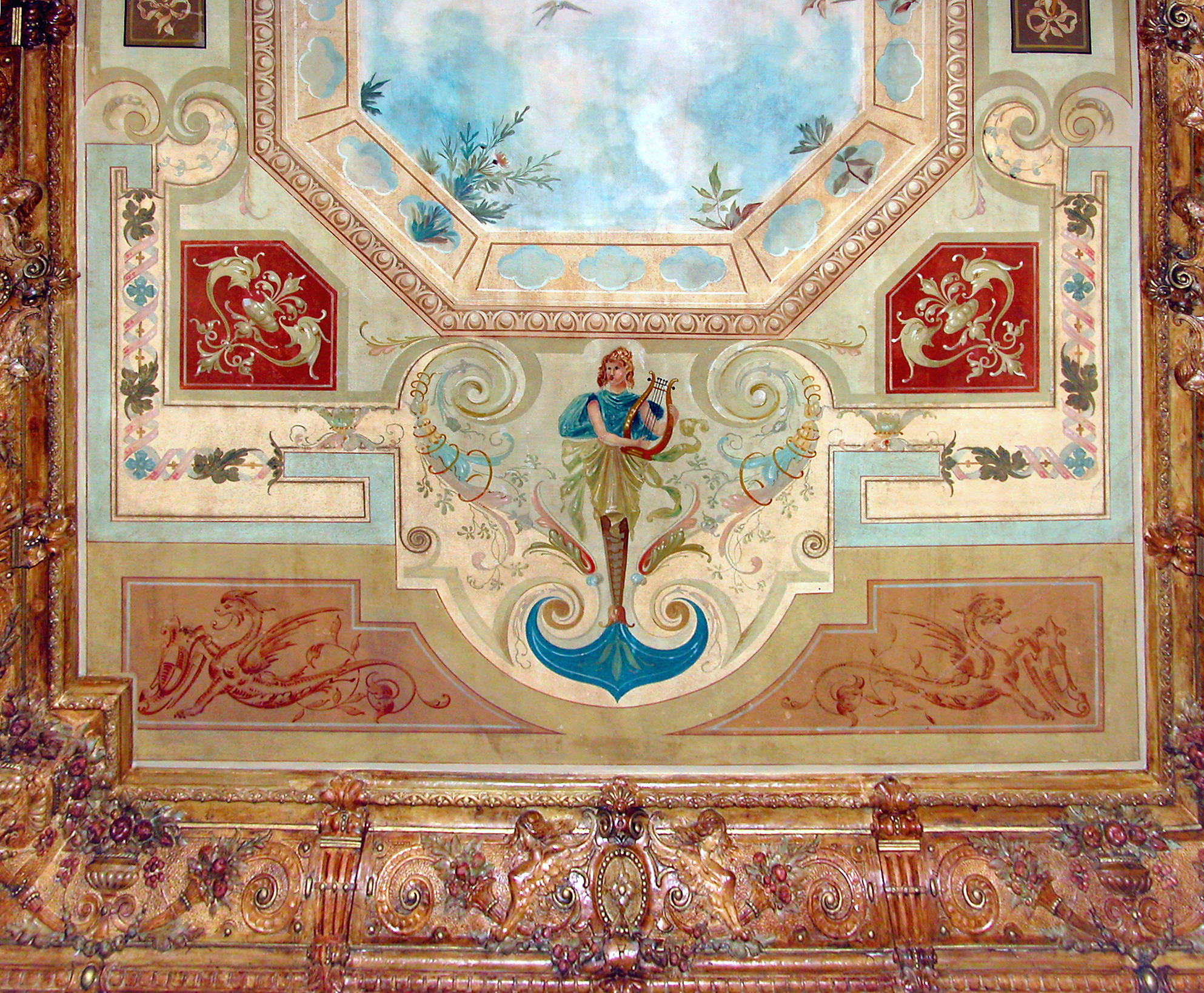
Decke im Haus Pfotenhauerstraße 57

Die 1872 gegründete Zentralbank für Landerwerb und Bauten kaufte einen großen Teil der Flächen zwischen Großem Garten und Blasewitzer Straße, um spätere Gewinne beim Landverkauf zu erzielen. Aufgrund der schlechten Erschließung, insbesondere der fehlenden befestigten Straße, blieb der Erfolg aus. Der Bauverein Johannstadt übernahm 1878 die Flurstücke der insolventen Bank. Die Einweihung der Grunaer Straße als Verbindung zur Innenstadt im Jahr 1880 löste schließlich einen Bauboom aus.
Von 1891 bis 1893 wurde die Trinitatiskirche für die 10.000 Mitglieder fassende Trinitatisgemeinde errichtet.
Die Luftangriffe auf Dresden hinterließen 1945 in der Johannstadt die größte zusammenhängende Trümmerfläche der Stadt, viele der Historismus- und Jugendstil-Häuser wurden zerstört. Nach dem Krieg lebten nur noch rund 4000 Einwohner in der Johannstadt. Ende der 1950er Jahre begann der Wiederaufbau der Johannstadt südlich der Striesener Straße. Ab Anfang der 1970er Jahre wurden dann an vielen Stellen der Johannstadt große Plattenbauten (die meisten vom Typ IW 67) errichtet.

### Wasserflugplatz
Am Johannstädter Ufer befand sich am Elbausschiffungsplatz für wenige Monate ein Wasserflugplatz. Am 10. August 1925 eröffnete die Junkers Luftverkehrs A. G. Deutschlands erste Wasserfluglinie: Sie verband bis zum Winter des Jahres mit F-13-Flugzeugen die damals noch selbständige Stadt Altona mit Dresden und führte entlang der Elbe über Magdeburg zum Wasserflughafen in Altona-Neumühlen. Pro Tag – außer sonntags – fand je ein Flug nach Johannstadt und Altona statt, die Reisezeit betrug etwa vier Stunden mit zwanzigminütigem Zwischenaufenthalt in Magdeburg. Bereits 1926 wurde die Linie mit Beginn der Saison nicht mehr in Betrieb genommen, stattdessen übernahm der Flugplatz Dresden-Kaditz die Flüge nach Hamburg.

## Infrastruktur

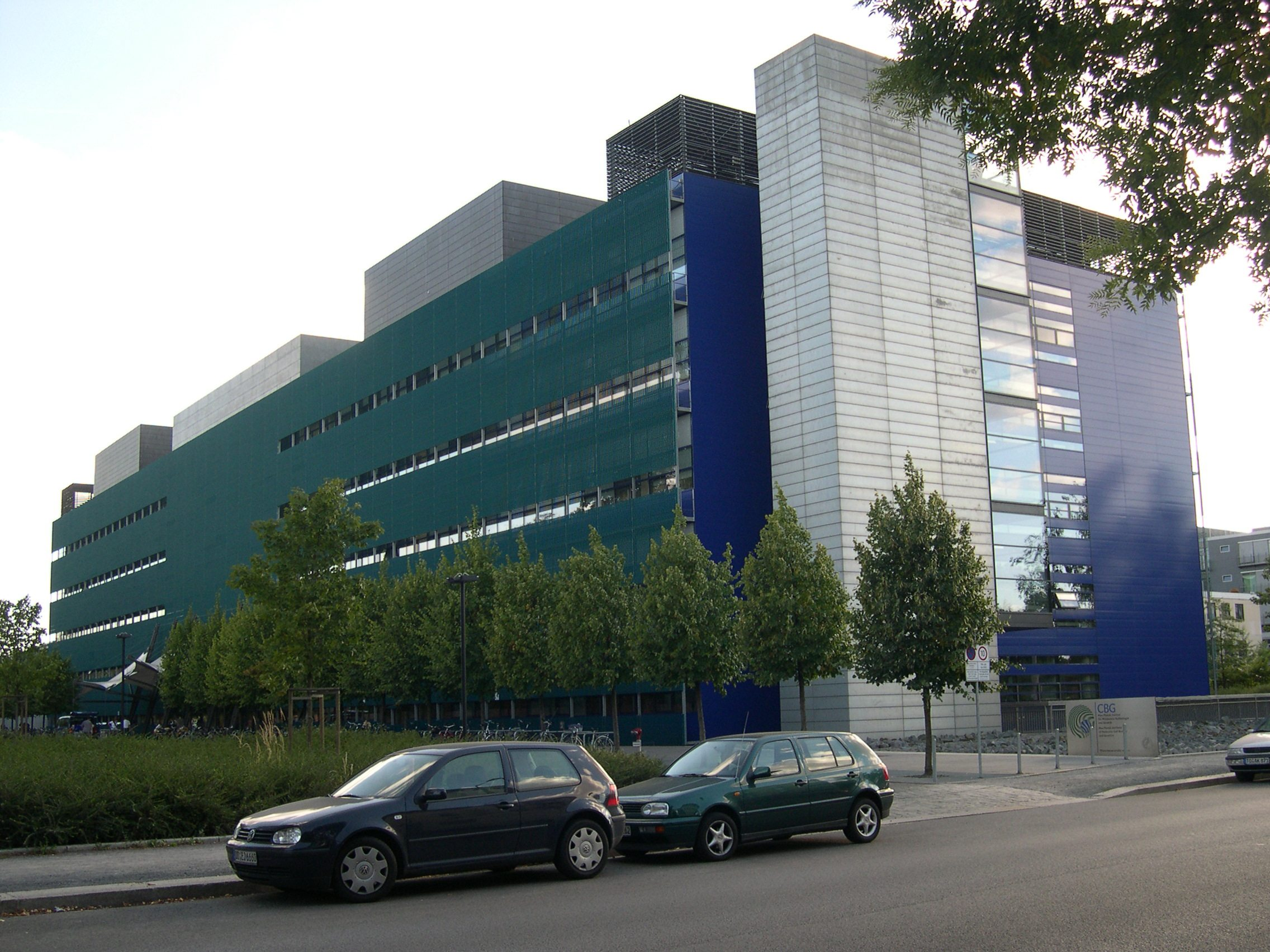
Max-Planck-Institut für molekulare Zellbiologie und Genetik in der Johannstadt

Wichtige Straßen und Plätze der Johannstadt sind: Pfotenhauerstraße, Käthe-Kollwitz-Ufer, Bönischplatz, Gerokstraße, Trinitatisplatz, Blasewitzer Straße, Striesener Straße, Güntzplatz, Sachsenplatz, Straßburger Platz.
Straßenbahnlinien der DVB in der Johannstadt sind die 4, 6, 10 und 12. Die Linien 1, 2 und 13 tangieren die Johannstadt im Süden bzw. Westen. Außerdem durchqueren die Buslinie 62 in Ost-West-Richtung zum Universitätsklinikum und, seit Eröffnung der Waldschlößchenbrücke, die Linie 64 in Nord-Süd-Richtung die Johannstadt.
Einer der größten Dresdner Friedhöfe ist der Johannstädter Trinitatisfriedhof, auf dem unter anderem der Maler Caspar David Friedrich seine letzte Ruhestätte gefunden hat. Östlich an den Trinitatisfriedhof grenzt der Neue Jüdische Friedhof, dessen Totenhalle von 1950 bis 2002 als Synagoge umgewidmet war.
Bildungseinrichtungen sind die Volkshochschule, das Bertolt-Brecht-Gymnasium und die 101. Oberschule. An der Grenze zur Pirnaischen Vorstadt ist außerdem das St. Benno-Gymnasium zu finden.
Im westlichen Teil der Johannstadt befand sich auf dem Gelände der früheren Ingenieurhochschule Dresden seit deren Eingliederung in die Technische Universität Dresden 1986 die universitäre Fakultät Informatik, bis diese 2006 in einen Neubau am Universitätscampus in die Südvorstadt umzog. Der Campus Johannstadt wurde danach Sitz der Staatlichen Studienakademie Dresden (BA) und der Evangelischen Hochschule Dresden (EHS), zudem befinden sich weiterhin einige Institute der Technischen Universität in seinem Umfeld. Direkt westlich von BA und EHS hat die Hochschule für Bildende Künste Dresden (HfBK) ihren zweiten Standort im Gebäudekomplex der früheren Kunstgewerbeschule, weitere Ateliers befinden sich nördlich des Universitätsklinikums. Auf dem Gelände des 1998 geschlossenen Straßenbahnhofs Pfotenhauerstraße befindet sich das Max-Planck-Institut für molekulare Zellbiologie und Genetik.

## Bebauung

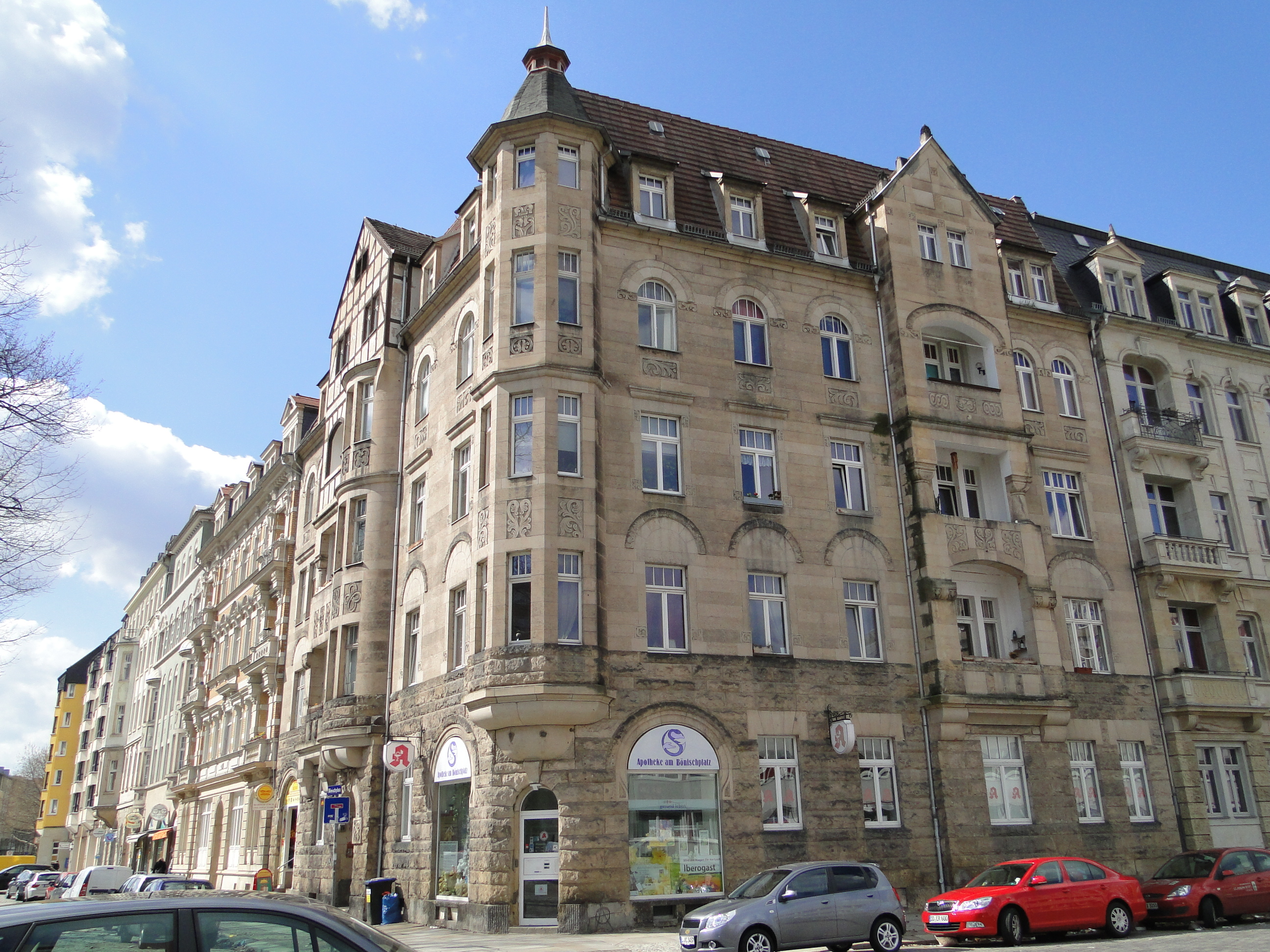
Gründerzeitbebauung am Bönischplatz

### Bauwerke unter Denkmalschutz
Neben einer Vielzahl von Wohngebäuden (unter anderem in der Pfotenhauerstraße und ihren Nebenstraßen) stehen verschiedene weitere Bauwerke in der Johannstadt unter Denkmalschutz:
- Artushof
- Clara-Zetkin-Heim (Pfotenhauer-/Fetscherstraße) am Universitätsklinikum
- Comeniusstraße 32
- Ehemalige Sozialversicherungsanstalt
- Sparkassenhaus Dresden
- Synagoge

### Übrige Bebauung

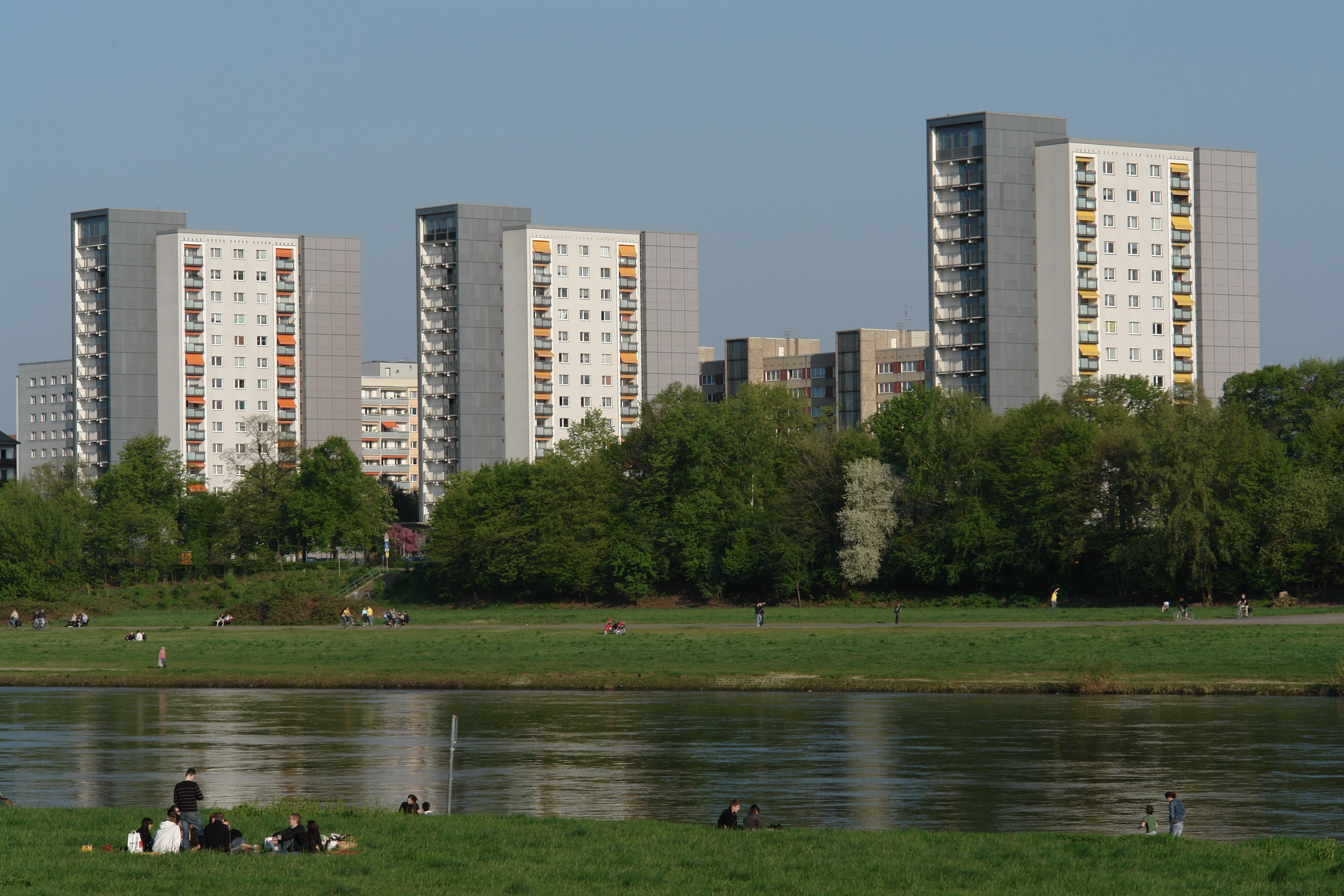
Johannstadt-Nord

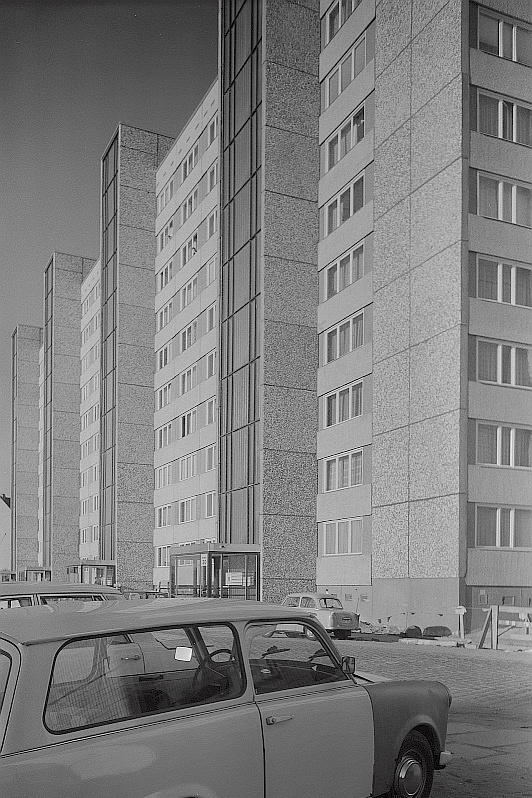
Wohnkomplex Johannstadt-Süd, Hans-Grundig-Straße

Der Wohnkomplex Johannstadt-Süd (das Areal zwischen Pillnitzer Straße und Gerokstraße) wurde von 1969 bis 1971 unter der städtebaulichen Leitung des Architekten Udo Fehrmann und der Komplexarchitekten Horst Linge und Siegmar Schreiber errichtet. Die Neubauten wurden teilweise unter Aufgabe des alten Straßensystems der im Zweiten Weltkrieg zerstörten Wohnbebauung zwischen der Striesener-, Gerok-, Holbein- und Dürerstraße errichtet. Der Gebäudekomplex besteht aus zehngeschossigen Hochhäusern und fünfgeschossigen Wohnbauten. Die Bauten stellen 2523 Wohnungen zur Verfügung.
Der Wohnkomplex Johannstadt-Nord zwischen Gerokstraße und Käthe-Kollwitz-Ufer wurde von 1972 bis 1975 unter der städtebaulichen Leitung des Architekten Kurt Röthig und der Komplexarchitekten Horst Linge und Siegmar Schreiber errichtet. Der Neubau war nach der 90-prozentigen Zerstörung des Mischgebietes zwischen Gerokstraße, Käthe-Kollwitz-Ufer, Sachsenplatz und Arnoldstraße bei den Luftangriffen auf Dresden nötig geworden. Der Gebäudekomplex besteht aus 15-geschossigen Hochhäusern und zehngeschossigen Wohnbauten, mit dem auch die nordöstliche Bebauung des Sachsenplatzes vorgenommen wurde. Die Bauten stellen 3800 Wohnungen zur Verfügung.
Auf dem ehemaligen Gelände des einzigen stationären Plattenwerkes Dresdens befand sich 2002 bis 2007 ein Museum zur industriellen Modulbauweise unter freiem Himmel.